# Роберто Фирмино
Роберто Фирмино Барбоса де Оливейра (на португалски: Roberto Firmino Barbosa de Oliveira) е бразилски футболист на Ал Садд. Титулярната му позиция е плеймейкър, но може да играе като крило или втори нападател.

## Състезателна кариера

### Фигейренсе
Започва да тренира футбол в Клуб де Регаташ Бразил, а на 17-годишна възраст преминава във Фигейренсе. Първоначално играе като дефанзивен полузащитник. Дебютът му за първия отбор е на 24 октомври 2009 г. в мач срещу Понте Прета от първенството на втора бразилска дивизия. Първия си гол за мъжете отбелязва на 8 май 2010 г. срещу отбора на Сао Каетано., а до края на сезона бележи още 7 гола в 36 мача и помага на отбора да се завърне в елита след двегодишно отсъствие.

### Хофенхайм
През декември 2010 г. преминава в немския Хофенхайм, като подписва договор до юни 2015 г. Първия си гол отбелязва на 16 април 2011 г. с който носи победата за минималното 1 – 0 над Айнтрахт Франкфурт. През сезон 2012 – 13 Фирмино записва 36 мача в които отбелязва седем гола. На 27 март 2014 г. удължава договорът си с клуба, подписвайки контракт за нови три години. Със своите 16 гола през сезон 2013 – 14 завършва като четвърти голмайстор на Първа Бундеслига след Роберт Левандовски (20), Марио Манджукич (17) и Йосип Дърмич (17). Другите двама футболисти отбелязали по 16 гола са Марко Ройс и Адриан Рамос.

### Ливърпул
На 24 юни 2015 г. подписва договор с Ливърпул на стойност 29 милиона паунда.

### Национален отбор
На 23 октомври 2014 г. получава от Дунга първата си повиквателна за бразилския национален отбор за контролите срещу Турция и Австрия. Участва на Копа Америка 2015 в Чили, където отбелязва един гол срещу отбора на Венецуела.